# 先鋒 (高超音速滑翔飛行器)
先鋒（俄语：Авангард；；旧称Objekt 4202，Yu-71和Yu-74）是俄羅斯研发的高超音速乘波載具（HGV），可以由UR-100UTTKh、R-36M2或RS-28 Sarmat重型洲際彈道飛彈作為多目標重返大氣層載具運載。它既可以運送核武器也可以運送常規武器。
先锋是俄羅斯總統弗拉基米爾·普京於2018年3月1日推出的六種新型俄羅斯戰略武器之一。